# Giuseppe Marcelliani
Giuseppe Marcelliani est un sculpteur italien.

## Biographie
Giuseppe Marcelliani est actif dans le premier quart du XXe siècle.

## Travaux

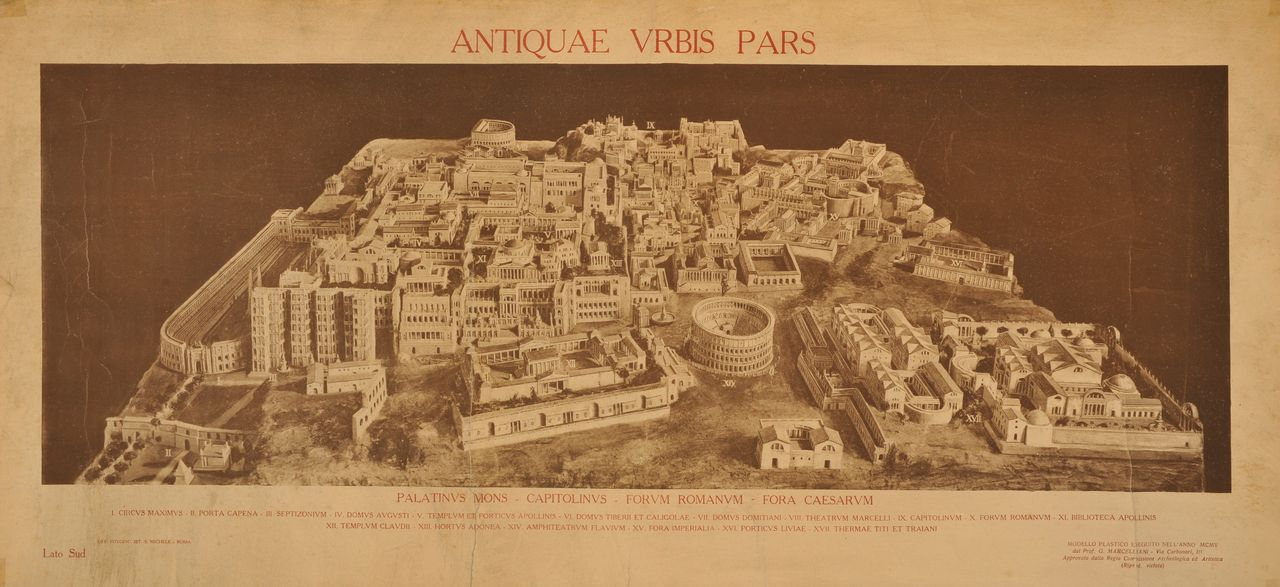
Photographie ancienne de Restitutio Urbis, Roma di Coccio

Giuseppe Marcelliani est surtout connu pour avoir réalisé une restitution partielle de la ville de Rome dans l'antiquité tardive, au IVe siècle. L'oeuvre, réalisée en terre cuite vers 1904-1910 est appelée Restitutio Urbis / Roma di Coccio. Elle bénéficie des connaissances liées aux fouilles archéologiques réalisées durant les nombreux travaux d'urbanisme ayant suivi la transformation de Rome en capitale de l'Italie.
Sa maquette fut exposée non loin du Forum romain. Elle est désormais conservée au Musée de la Civilisation romaine. Ses travaux préfigurent ceux d'Italo Gismondi, la maquette dite Il Plastico et il est un quasi-contemporain de Paul Bigot.
Il a également réalisé un Saint Pierre.